# Csillag Zsigmond
Csillag Zsigmond, 1868-ig Stern (Adony, 1846 – Budapest, Erzsébetváros, 1910. február 3.) szocialista politikus, eredeti foglalkozását tekintve orvos.

## Életrajza
Stern Zsigmond és Valatin Jozefa fia. A Debreceni Kollégium növendéke volt. 17 éves korában beállt a lengyel felkelők közé és végigharcolta a lengyel szabadságharcot. Ezt követően hazatért és folytatta tanulmányait. A Budapesti Tudományegyetemen orvosi diplomát szerzett. 1874-ben az Általános Munkásbetegsegélyző orvosa, 1893-ban főorvosa lett, ebben az állásában nagy népszerűséget szerzett. Az 1878. évi árvíz idején több mint harminc ember életét mentette meg, de a hősiességének elismeréséül fölajánlott kitüntetést visszautasította. 1875-től részt vett a munkásmozgalomban s a Magyarországi Általános Munkáspártnak hosszú ideig elnöke és vezetőségi tagja volt. Frankel Leóval, Kürschner Jakabbal, Politzer Zsigmonddal együtt tevékeny vezetője volt a magyarországi munkásság szervező munkájának. A párt legjobb agitátora volt s május 1. első ünnepen ő tartott szónoklatot a városligeti aréna előtt összegyűlt 80 000 ember előtt.
1896-ban vonult vissza a munkásmozgalomból. Már 25 éves korában tagja volt Budapest közgyűlésének s 1901-től haláláig szintén törvényhatósági bizottsági tag volt. Gyógyíthatatlan betegsége öngyilkosságba kergette.

## Családja
Felesége Horner Janka (1846–1933) volt.
Gyermekei
- Csillag Gyula (1869–?) vasúti titkár. Felesége Lukács Mária (1875–?).
- Csillag Hugó (1872–1928) ügyvéd. Felesége Balog Julianna (1871–?).